# بيت العيلة (مسلسل 2009)
بيت العيلة هو مسلسل سيت كوم مصري إنتاج عام 2009 , بطولة شيرين , هالة فاخر ورزان مغربي وقد حقق المسلسل نجاحاً كبيراً في رمضان 2009 حتى تقرر إنتاج جزء ثاني منه.

## القصة
وتدور أحداثه حول أربعة أخوات مطلقات يعيشون تحت سقف واحد فيلا والدهم اللهلوطي يشاء القدر أن يطلقن جميعاً في آن واحد فيرجعن لبيتهن القديم وهنالك تحدث المفارقات الكوميدية بينهم لاختلاف شخصياتهم فمثلاً واحدة (شيرين) مهتمة بالموضة والتفاخر تطلق بسبب تعثر زوجها مادياً وأخرى (رزان) رومانسية وتحب العمل تطلق من زوجها لخيانته لها والثالثة (هالة فاخر) الأخت الكبرى التي تفرغت لرعاية والديها بعد طلاقها منذ 30 عاماً والأخيرة (إيمان السيد) ذات التعليم المتوسط تحب الأكل وتختلف عنهن في التعامل. كما يؤدي الفنان حسن عبد الفتاح دور البواب عبد الستار الصعيدي الجاهل الذي يتعرض دائماً للانتقاد من مالكات الفيلا.
يظهر في المسلسل العديد من ضيوف الشرف ومنهم طلعت زكريا وماجد المصري وغادة إبراهيم وريكو وسعيد طرابيك.